# Індекс промислового виробництва
І́ндекс промисло́вого виробни́цтва, Індекс виробництва промислової продукції, Індекс промислової продукції — відносний показник, що характеризує зміну маси вироблених матеріальних благ у поточному періоді порівняно з базисним.
Розрізняють індивідуальні і загальні індекси виробництва промислової продукції.
- Індивідуальні відображають зміну випуску одного продукту;
- загальні (зведені) індекси виробництва промислової продукції характеризують сукупні зміни маси матеріальних благ, що охоплює кілька видів продукції. Цей індекс показує, у скільки разів збільшилась вартість всієї продукції в результаті зміни тільки її фізичного обсягу при виключенні впливу динаміки цін.

## Індекс промислової продукції в Україні
Індекс промислової продукції в Україні виступає як середньозважена величина, основу вагової структури якої складають дані про розподіл валової доданої вартості між промисловими видами діяльності, із відповідних індивідуальних індексів по кожному товару.
Методологія розрахунку індексу базується на використанні даних щодо динаміки виробництва видів продукції за встановленим постійним набором товарів-представників (близько 1000 позицій) та структури валової доданої вартості за базовий рік (100 %). Щомісячно розраховується індекс до середньомісячного значення базового року з використанням формули Ласпейреса. На підставі цього індексу розраховуються індекси до попереднього місяця, відповідного місяця і періоду попереднього року.